# Classe à part (film)
Pour plus de détails, voir Fiche technique et Distribution.
Classe à part (Класс коррекции, Klass korrektsii) est un film russe réalisé par Ivan Tverdovski, sorti en 2014.
Il est présenté au festival Kinotavr 2014 où il remporte le prix du meilleur premier film.

## Fiche technique
- Titre original : Класс коррекции, Klass korrektsii
- Titre français : Classe à part
- Réalisation : Ivan Tverdovski
- Scénario : Ivan Tverdovski, Mariya Borodyanskaya et Dmitri Lantchikhine
- Costumes : Anna Chistova
- Photographie : Fedor Struchev
- Montage : Ivan Ivanovitch Tverdovski
- Pays d'origine : Russie
- Format : Couleurs - 35 mm
- Genre : drame
- Durée : 98 minutes
- Dates de sortie :
  -  Russie : 4 juin 2014 (Kinotavr 2014)
  -  France : 23 septembre 2015

## Distribution
- Maria Poezjaeva : Lena Chekhova
- Filipp Avdeev : Anton Sobolev
- Nikita Koukouchkine : Mishka
- Olga Lapshina : Polina Grigorevna, la mère d'Anton
- Natalia Pavlenkova : Svetlana Viktorovna, la mère de Lena
- Yulia Serina : Vitka
- Artyom Markarian : Mitka
- Maria Uryadova : Olya

## Prix
- Kinotavr 2014 : Prix du meilleur premier film[1].
- Festival du cinéma russe à Honfleur 2014 : Prix du meilleur film, prix du meilleur scénario et prix du public[2].